# Синдром Маркуса Гунна
Синдром Маркуса Гунна или синдром Гунна — аномальное движение век. По своей сути односторонний птоз, исчезающий при открывании рта или при движении челюсти в противоположную сторону. При более широком открывании рта глазная щель становится шире. При жевании птоз, как правило, уменьшается. Назван в честь шотландского офтальмолога Маркуса Гунна, который первым описал его в 1883 году.

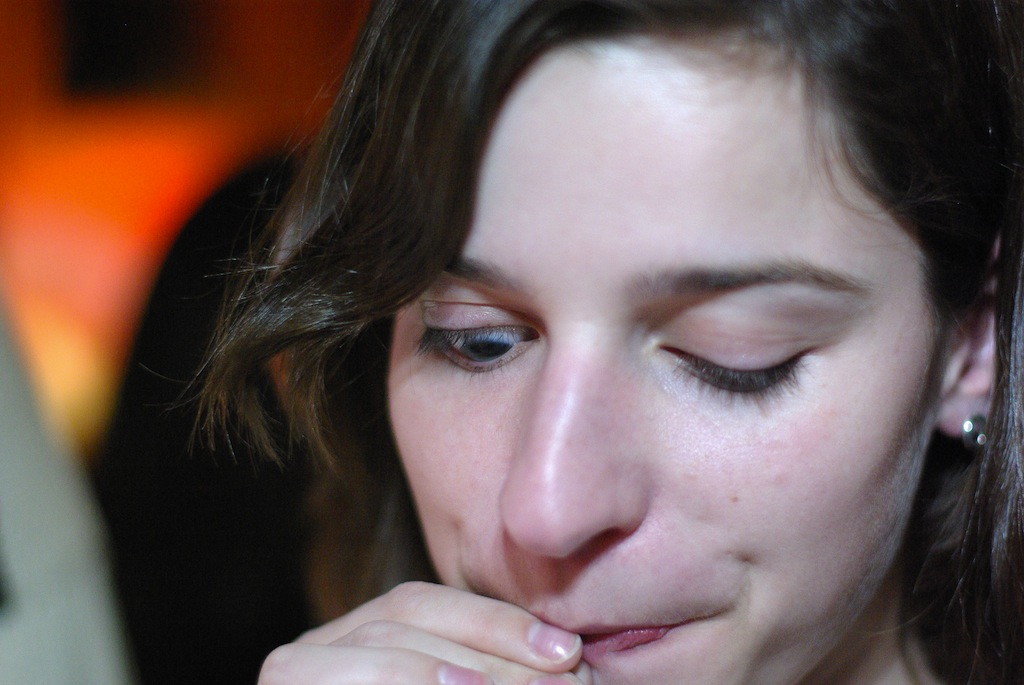
Пострадавшая молодая женщина демонстрирует феномен Маркуса Гунна «Подмигивание челюстью». Женщина не может контролировать веки во время сосания соломинки. Это легкий случай синдрома.

## Причины
- Врождённый
- Приобретённый в результате травмы, удаления верхнечелюстных зубов, ранения лицевого нерва, сотрясения мозга, энцефалита, психической травмы.

## Лечение
- Хирургическая операция